# Cadete (calciatore)
Enrique López Fernández, meglio noto come Cadete (Madrid, 24 giugno 1994), è un calciatore spagnolo, difensore del Real Murcia.

## Caratteristiche tecniche
È un terzino sinistro.

## Carriera
Nato a Madrid, è cresciuto nel settore giovanile dell'Alcobendas per poi passare all'Alcorcón dove ha debuttato in Tercera División con la seconda squadra. Gli anni successivi li ha spesi fra terza e quarta divisione spagnola per poi trasferirsi in Messico nel 2018, quando ha firmato per l'Atlético San Luis militante nella seconda serie del Paese.

## Palmarès

### Club

#### Competizioni nazionali
- Ascenso MX: 2

Atlético San Luis: 2018 (Apertura), 2019 (Clausura)